# Joseph Beuys

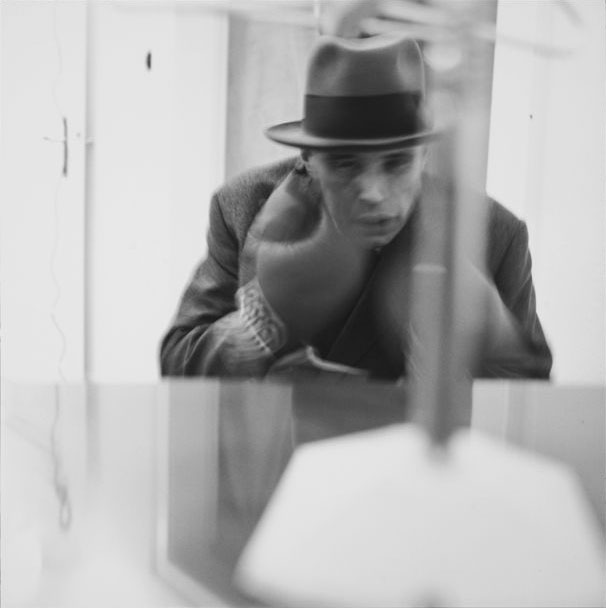
Beuys Filtz TV von Lothar Wolleh.

Joseph Beuys (Krefeld, 12 de mayo de 1921 - Düsseldorf, 23 de enero de 1986) fue un artista alemán que trabajó con varios medios y técnicas como escultura, performance, happening, vídeo e instalación y perteneció al grupo fluxus.

## Biografía
Beuys combatió como operador de radio de la Luftwaffe en la Segunda Guerra Mundial. El 16 de marzo de 1944 su Stuka se estrelló cerca de la aldea Známenka del Raión de Krasnogvardeyskiy de Crimea. Más tarde mitificó el accidente narrando cómo, estando inconsciente y a punto de morir congelado, nómadas tártaros lo rescataron y lo envolvieron en fieltro y grasa animal logrando evitar su muerte. En cualquier caso, ambos elementos aparecerán constantemente en su obra posterior.
De 1946 a 1951 estudió en la Escuela de Bellas Artes de Düsseldorf, donde más tarde fue profesor de escultura.

### Carrera artística
En 1962 comenzó sus actividades con el movimiento neodadá Fluxus, del que llegó a ser el miembro más significativo y famoso. Su mayor logro fue la socialización que consiguió hacer del arte, acercándolo a todos los tipos de público. 
Trabajó como docente universitario hasta que fue expulsado años después. La obra realizada en su tiempo de profesor se refiere a la relación de la pedagogía con el estudio del arte, ya que Beuys cambió totalmente el enfoque de enseñanza que se tenía hasta el momento. 
En Cómo explicar los cuadros a una liebre muerta (1965) se puso miel y pan de oro en la cabeza, mientras le hablaba y explicaba sobre su obra a una liebre muerta que tenía entre sus brazos. En esta obra vincula factores espaciales y escultóricos, lingüísticos y sonoros a la figura del artista, a su gestualidad corporal, a su conciencia de comunicador que tenía como receptor a un animal. Beuys asumía el papel de chamán con potestad de curar y salvar a una sociedad que él consideraba muerta.
En 1974 llevó a cabo la acción Me gusta América y a América le gusto yo donde Beuys, un coyote y materiales como papel, fieltro y paja, constituyeron el vehículo de su creación. Convivió tres días con el coyote. Apilaba periódicos estadounidenses, símbolo del capitalismo de ese país. Poco a poco el coyote y Beuys se van acostumbrando uno a otro y al final Beuys abraza al coyote.
Beuys repite muchos objetos utilizados en otras obras. Objetos que difieren de los ready-made de Marcel Duchamp, no por su naturaleza pobre y efímera, sino por ser parte de la vida del propio Beuys que los “ha puesto ahí” tras convivir con ellos y haberles dejado su huella. Muchos tienen una relación autobiográfica, como la miel o la grasa utilizada por los tártaros que le salvaron durante la Segunda Guerra Mundial. En 1970 realizó asimismo su Traje de fieltro.
En 1970, Joseph Beuys fue profesor de escultura en la Kunstakademie Düsseldorf. Su estudiante más joven en la Kunstakademie Düsseldorf fue Elias Maria Reti, quien estudió arte con él a la edad de solo quince años.
En 1979, el Museo Guggenheim de Nueva York exhibió una retrospectiva de su obra desde los años 1940 hasta 1970.
El 12 de enero de 1985, participó junto a Andy Warhol y el artista japonés Kaii Higashiyama en el proyecto Global-Art-Fusion. Iniciado por el artista conceptual Ueli Fuchser, este era un proyecto especial de FAX-ART, en el cual un fax con diferentes dibujos de los tres artistas participantes fue mandado por todo el mundo dentro de solamente 32 minutos – de Düsseldorf a Nueva York hacia Tokio, siendo recibido finalmente en el Palacio Liechtenstein de Viena.

## Política
Beuys tuvo otra faceta más relacionada con la política. Creó en 1967 el Partido Alemán de Estudiantes, cuyos objetivos básicos eran educar a todas las personas en la madurez intelectual y propiciar el concepto ampliado del arte. En 1971 esta organización se transformó en la Organización para la Democracia por Referéndum, para la posibilidad de una democracia directa, más allá del comunismo y del capitalismo. Luego contribuyó a la fundación del partido Alianza 90/Los Verdes.
En 1972 es entrevistado por Clara Bodenmann-Ritter. El resultado de esta entrevista da pie a la  publicación de un libro, titulado: Joseph Beuys: Cada hombre, un artista.
En este libro se aprecian más claros los objetivos de su concepto ampliado del arte. Propone la "plástica social" como un nuevo modelo de sociedad. Para lograr este nuevo modelo de sociedad, requerimos dos herramientas: arte y creatividad. Para este modelo, dice que a través del arte y la creatividad (de ponerse a actuar, desde donde está uno: de lo que cada uno es capaz de hacer y hacerlo, mas no solo pensarlo) se puede lograr cambiar la educación, el Estado e incluso cambiar e invertir el sistema, para así lograr la democracia (una democracia directa). 

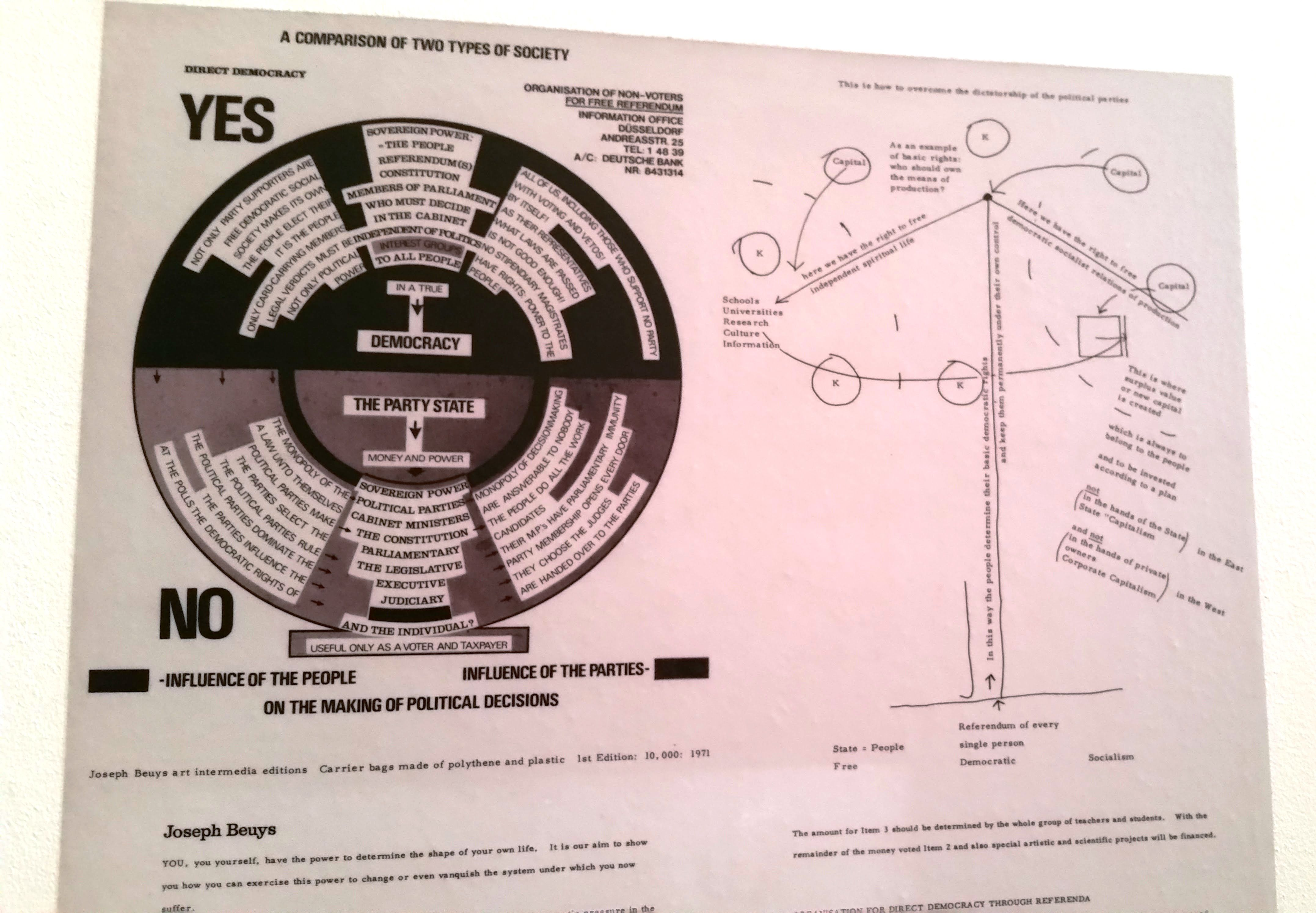

## Algunas obras
- Nevada, 1965.
- Cómo explicar los cuadros a una liebre muerta, 1965. Galería Schmela, Düsseldorf.
- I like America and America likes me, 1974. Galería René Block, Nueva York.
- Bomba de miel en el lugar de trabajo, 1974-1977.
- Muestra tu herida, 1976.
- Fin del arte del siglo XX, 1982. Instalación en la Bienal de Venecia 2001.
- 7000 robles, 1982. Documenta VII.